# Valentine (filme)
Valentine (bra: O Dia do Terror; prt: Terror no Dia de São Valentim) é um filme estadunidense de 2001 dirigido por Jamie Blanks para a Warner Bros. Pictures, em Associação com Village Roadshow Pictures. 

## Elenco
- Denise Richards como Paige Prescott
- Marley Shelton como Kate Davies
- David Boreanaz como Adam Carr
- Jessica Capshaw como Dorothy Wheeler
- Katherine Heigl como Shelley Fisher
- Jessica Cauffiel como Lily Voight
- Fulvio Cecere como Detetive Leon Vaughn
- Hedy Burress como Ruthie Walker
- Daniel Cosgrove como Campbell Morris
- Johnny Whitworth como Max Raimi

## Produção
Blanks disse mais tarde em uma entrevista, "Perdoa-me por [Valentine]. Muita gente me dar tristeza por isso, mas fizemos o nosso melhor".

### Trilha sonora
A trilha sonora de Valentine foi composta por Don Davis. A trilha sonora também inclui as canções "Pushing Me Away", de Linkin Park, "God of the Mind", de Disturbed, "Dump Love (Mix Voodoo Mephisto Odyssey)" por Static-X, "Superbeast (Porno Holocaust Mix)", de Rob Zombie, "Valentine's Day", de Marilyn Manson, e "Opticon" de Orgy. Esta compilação de trilha sonora foi satirizado em uma esquete de Saturday Night Live, que ironicamente apontou que muitas das bandas de destaque em que não eram apenas desconhecidos para uma audiência de massa, mas têm nomes estranhamente sem sentido.
- "Superbeast" (Porno Holocaust Mix) — Rob Zombie
- "God of the Mind" — Disturbed
- "Love Dump" (Mephisto Odyssey's Voodoo Mix) — Static-X
- "Pushing Me Away" — Linkin Park
- "Rx Queen" — Deftones
- "Opticon" — Orgy
- "Valentine's Day" — Marilyn Manson
- "Filthy Mind" — Amanda Ghost
- "Fall Again" — Professional Murder Music
- "Smartbomb" (BT Mix) — BT
- "Son Song" — Soulfly com Sean Lennon
- "Take a Picture" (Hybrid Mix) — Filter
- "Breed" — Snake River Conspiracy
- "1 A.M." — Beautiful Creatures

## Recepção
O Metacritic, que usa uma média ponderada, atribuiu ao filme uma pontuação de 18 em 100, baseado em 17 críticos, indicando "antipatia esmagadora".